# Mohamed Kacimi (peintre)
Ne doit pas être confondu avec Mohamed Kacimi.
Pour les articles homonymes, voir Mohamed et Kacimi.
Mohamed Kacimi, né le 28 décembre 1942 à Meknès et mort en 2003 à Rabat, est un peintre marocain. Il reçoit le Grand Prix du Mérite du roi du Maroc en 2000.

## Biographie

### Naissance
Mohamed Kacimi naît le 28 décembre 1942 à Meknès,.

### Carrière
Peintre, il est membre de l'Association Marocaine des Arts Plastiques (AMAP). Il est invité à réaliser des peintures murales à Asilah en 1978. Son travail est régulièrement publié dans Le Monde Diplomatique. Pendant ce temps, Revue Noire publie un numéro spécial sur son travail en 1996. Mohamed Kacimi reçoit le Grand Prix du Mérite du roi du Maroc en 2000.
Militant des droits de l'Homme, il expose son travail pour l'Organisation Marocaine des Droits Humains (OMDH) en 2002. En septembre 2003, il  écrit une lettre ouverte à Sidiki Kaba, le président de la Fédération internationale pour les droits humains, appelant à la libération du journaliste Tayseer Allouni.

### Mort et héritage
Mohamed Kacimi meurt d'un coma provoqué par l'hépatite C le 27 octobre 2003 à Rabat,. Peu de temps après sa mort, le ministère marocain de la Culture le qualifie d'« ambassadeur de la peinture marocaine tout au long de sa vie ». En 2005, le ministère inaugure la Galerie Mohamed Kacini à Fès. En 2007, certaines de ses œuvres sont vendues aux enchères par Christie's, une peinture atteint 67 000 $ US.